# Geração de malha

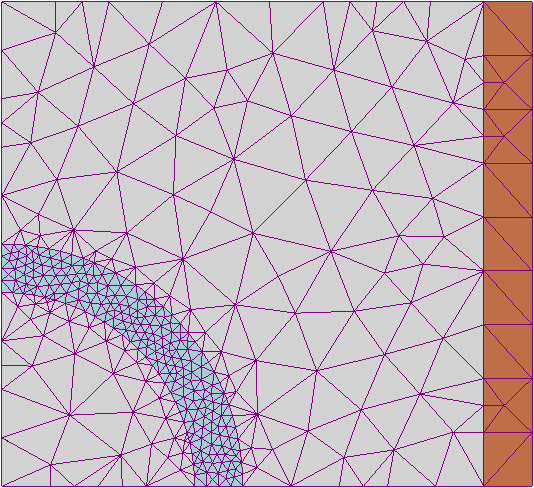
Exemplo de malha 2d

Geração de malha (em inglês:  mesh generation ou grid generation) é a prática de gerar uma malha poligonal ou poliédrica que se aproxima de um domínio geométrico. Os usos típicos são para renderização em uma tela de computador ou para simulação física, tais como no método dos elementos finitos ou dinâmica dos fluidos computacional. A forma do modelo de entrada pode ser bem variada, mas as fontes comuns são desenho assistido por computador (CAD), NURBS, representação do contorno (B-rep), STL ou uma nuvem de pontos. O campo é altamente interdisciplinar, com contribuições encontradas em matemática, ciência da computação e engenharia.
Malhas tridimensionais criadas para análise de elementos finitos precisam consistir de tetraedros, pirâmides, prismas ou hexaedros. Aquelas usadas para o método dos volumes finitos podem consistir em poliedros arbitrários. Aquelas usadas para o método das diferenças finitas geralmente precisam consistir de matrizes estruturadas por partes de hexaedros conhecidas como malhas estruturadas de múltiplos blocos. Uma malha é, de outra forma, uma discretização de um domínio existente em uma, duas ou três dimensões.